# Sergio Domínguez Muñoz
Sergio Domínguez Muñoz (Yecla, Murcia, 12 de abril de 1986) es un ciclista español.

## Trayectoria
Debutó como profesional en 2008 con el equipo Contentpolis-AMPO. Al año siguiente participó en una Vuelta a España en la que, en la decimonovena etapa, sufrió una caída que le acabó obligando a retirarse del ciclismo.

## Palmarés
No logró ninguna victoria como ciclista profesional.

## Resultados en Grandes Vueltas
| Carrera | Carrera         | 2008 | 2009 |
| ------- | --------------- | ---- | ---- |
|         | Giro de Italia  | —    | —    |
|         | Tour de Francia | —    | —    |
|         | Vuelta a España | —    | Ab.  |

—: no participa

Ab.: abandono

## Equipos
- Contentpolis-AMPO (2008-2009)